# 河内町コミュニティバス

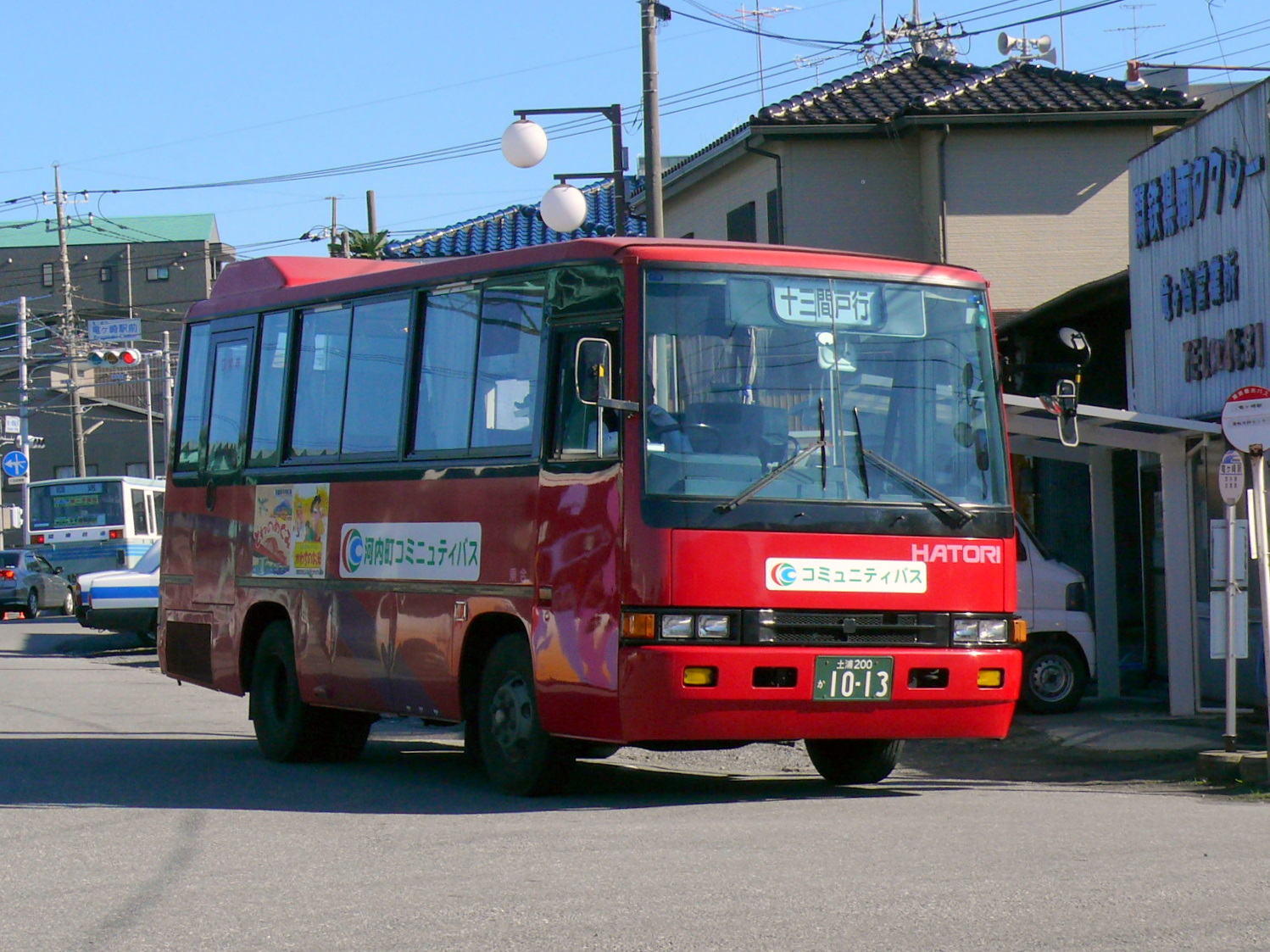
竜ヶ崎駅で発車を待つ十三門戸行きの河内町コミュニティバス

河内町コミュニティバス（かわちまちコミュニティバス）は茨城県稲敷郡河内町のコミュニティバスである。
運行業務は町内の観光バス会社ハトリに委託している。

## 現行路線
- (龍ケ崎済生会病院) - (愛戸) - 竜ケ崎駅 - 河内役場前 - 上長竿 - 突合せ - 上金江津 - 十三間戸

龍ケ崎済生会病院へは上下各2本のみ。愛戸へは上り1本のみ（下りは経由せず）。

日曜日と祝日は運休。

## 運賃
200円（河内町民は100円）